# Elecciones municipales del Santa de 1980
Las elecciones municipales del Santa de 1980 se llevaron a cabo el 23 de noviembre de 1980 para elegir al alcalde y al Concejo Provincial del Santa para el periodo 1981-1983. La elección se celebró simultáneamente con elecciones municipales en todo el país.

## Sistema electoral
La Municipalidad Provincial del Santa es el órgano administrativo y de gobierno de la provincia del Santa. Está compuesta por el alcalde y el Concejo Provincial.
La votación del alcalde y el concejo se realiza en base al sufragio universal, que comprende a todos los ciudadanos nacionales mayores de dieciocho años, empadronados y residentes en la provincia del Santa y en pleno goce de sus derechos políticos, así como a los ciudadanos no nacionales residentes y empadronados en la provincia del Santa.
El Concejo Provincial del Santa está compuesto por 19 regidores elegidos por sufragio directo para un período de tres (3) años, en forma conjunta con la elección del alcalde (quien lo preside). La votación es por lista cerrada y bloqueada. Se asigna a cada lista los escaños según el método d'Hondt.

## Partidos y candidatos
A continuación se muestra una lista de los principales partidos y alianzas electorales que participaron en las elecciones:
| Candidatura | Candidatura | Partidos y alianzas | Candidatos | Candidatos                 | Ideología                                               | Ref. |
| ----------- | ----------- | --- | ---------- | -------------------------- | ------------------------------------------------------- | ---- |
|             | APRA        | Lista - Partido Aprista Peruano (APRA) |            | Juan Valdivia Romero       | Aprismo                                                 |      |
|             | AP          | Lista - Acción Popular (AP) |            | Marco Pérez Gonzales       | Humanismo Nacionalismo cívico Reformismo                |      |
|             | PPC         | Lista - Partido Popular Cristiano (PPC) |            | Luis Pérez Gutiérrez       | Conservadurismo social Humanismo Democracia cristiana   |      |
|             | IU          | Lista - Izquierda Unida (IU) – Unión de Izquierda Revolucionaria (UNIR) – Unidad Democrático Popular (UDP) – Partido Socialista Revolucionario (PSR) – Partido Comunista Revolucionario (PCR) – Partido Comunista Peruano (PCP) – Frente Obrero Campesino Estudiantil y Popular (FOCEP) |            | Jorge Baca Luna            | Marxismo-leninismo Mariateguismo Socialismo democrático |      |
|             | IND         | Lista - Lista Independiente |            | Sin información disponible | Localismo santeño                                       |      |

## Resultados

### Sumario general
|                        |                                 |              |              |              |           |           |
| Partidos y coaliciones | Partidos y coaliciones          | Voto popular | Voto popular | Voto popular | Regidores | Regidores |
| Partidos y coaliciones | Partidos y coaliciones          | Votos        | %            | ±pp          | Total     | +/−       |
|                        | Partido Aprista Peruano (APRA)  | 26,183       | 35.98        | n/a          | 7         | n/a       |
|                        | Izquierda Unida (IU)            | 19,064       | 26.20        | n/a          | 5         | n/a       |
|                        | Acción Popular (AP)             | 16,173       | 22.23        | n/a          | 4         | n/a       |
|                        | Lista Independiente             | 10,317       | 14.18        | n/a          | 3         | n/a       |
|                        | Partido Popular Cristiano (PPC) | 1,026        | 1.41         | n/a          | 0         | n/a       |
|                        |                                 |              |              |              |           |           |
| Total                  | Total                           | 72,763       |              |              | 19        | n/a       |
|                        |                                 |              |              |              |           |           |
| Votos válidos          | Votos válidos                   | 72,763       | 89.12        | n/a          |           |           |
| Votos en blanco        | Votos en blanco                 | 2,700        | 3.31         | n/a          |           |           |
| Votos nulos            | Votos nulos                     | 6,184        | 7.57         | n/a          |           |           |
| Votos emitidos         | Votos emitidos                  | 81,647       | 72.39        | n/a          |           |           |
| Abstenciones           | Abstenciones                    | 31,136       | 27.61        | n/a          |           |           |
| Votantes registrados   | Votantes registrados            | 112,783      |              |              |           |           |
|                        |                                 |              |              |              |           |           |
| Fuente:                |                                 |              |              |              |           |           |

## Elecciones municipales distritales

### Resultados por distrito
La siguiente tabla enumera el control de los distritos de la provincia del Santa.
| Distrito         | Alcalde(sa) electo(a)   | Partido político | Partido político        |
| ---------------- | ----------------------- | ---------------- | ----------------------- |
| Cáceres del Perú | Carlos Rivera Romero    |                  | Acción Popular          |
| Macate           | Romel Torres Escalante  |                  | Acción Popular          |
| Moro             | Eduardo Torres Ángeles  |                  | Acción Popular          |
| Nepeña           | Mario Díaz Silva        |                  | Partido Aprista Peruano |
| Samanco          | Víctor Díaz Lazarte     |                  | Partido Aprista Peruano |
| Santa            | Alejandro Villegas Blas |                  | Partido Aprista Peruano |